# Ernesto Díaz
José Ernesto Díaz (Bogota, 13 september 1952 – Miami, 4 mei 2002) was een profvoetballer uit Colombia. Hij speelde als aanvallende middenvelder voor onder meer Independiente Santa Fe. Díaz overleed op 49-jarige leeftijd in de Verenigde Staten.

## Clubcarrière
Díaz begon zijn carrière bij Independiente Santa Fe. Met die club werd hij tweemaal landskampioen in de jaren zeventig (1971 en 1975). In het seizoen 1976-1977 kwam hij uit voor de Belgische club Standard Luik.

## Interlandcarrière
Díaz, bijgenaamd Teto, speelde 30 officiële interlands voor Colombia in de periode 1973-1983, en scoorde zes keer voor de nationale ploeg. Hij vertegenwoordigde zijn vaderland bovendien bij de Olympische Zomerspelen 1972 in München, West-Duitsland, waar de ploeg in de eerste ronde werd uitgeschakeld na twee nederlagen en één overwinning.
Onder leiding van de Joegoslavische bondscoach Todor Veselinović maakte Díaz zijn debuut voor de A-selectie in de vriendschappelijke uitwedstrijd tegen de Haïti (1-2) op 27 mei 1973. Hij nam in die wedstrijd de tweede treffer van Colombia voor zijn rekening, nadat Jaime Morón vlak voor rust voor de gelijkmaker had gezorgd. Met vier doelpunten was Díaz topscorer bij de strijd om de Copa América 1975, een eer die hij moest delen met de Argentijn Leopoldo Luque.
| Interlands van Ernesto Díaz voor Colombia | Interlands van Ernesto Díaz voor Colombia | Interlands van Ernesto Díaz voor Colombia | Interlands van Ernesto Díaz voor Colombia | Interlands van Ernesto Díaz voor Colombia | Interlands van Ernesto Díaz voor Colombia |
| №                                         | Datum                                     | Wedstrijd                                 | Uitslag                                   | Competitie                                | Goals                                     |
| Als speler van Independiente Santa Fe     | Als speler van Independiente Santa Fe     | Als speler van Independiente Santa Fe     | Als speler van Independiente Santa Fe     | Als speler van Independiente Santa Fe     | Als speler van Independiente Santa Fe     |
| ----------------------------------------- | ----------------------------------------- | ----------------------------------------- | ----------------------------------------- | ----------------------------------------- | ----------------------------------------- |
| 1                                         | 27 mei 1973                               | Haïti – Colombia                          | 1 – 2                                     | Oefeninterland                            | 53'                                       |
| 2                                         | 22 juni 1973                              | Colombia – Ecuador                        | 1 – 1                                     | WK-kwalificatie                           |                                           |
| 3                                         | 5 juli 1973                               | Uruguay – Colombia                        | 0 – 1                                     | WK-kwalificatie                           |                                           |
| 4                                         | 20 juli 1975                              | Colombia – Paraguay                       | 1 – 0                                     | Copa América                              | 83'                                       |
| 5                                         | 27 juli 1975                              | Ecuador – Colombia                        | 1 – 3                                     | Copa América                              |                                           |
| 6                                         | 30 juli 1975                              | Paraguay – Colombia                       | 0 – 1                                     | Copa América                              | 41'                                       |
| 7                                         | 7 augustus 1975                           | Colombia – Ecuador                        | 2 – 0                                     | Copa América                              | 7'                                        |
| 8                                         | 21 september 1975                         | Colombia – Uruguay                        | 3 – 0                                     | Copa América                              | 89'                                       |
| 9                                         | 1 oktober 1975                            | Uruguay – Colombia                        | 1 – 0                                     | Copa América                              |                                           |
| 10                                        | 16 oktober 1975                           | Colombia – Peru                           | 1 – 0                                     | Copa América                              |                                           |
| 11                                        | 22 oktober 1975                           | Peru – Colombia                           | 2 – 0                                     | Copa América                              |                                           |
| 12                                        | 28 oktober 1975                           | Peru – Colombia                           | 1 – 0                                     | Copa América                              |                                           |
| Als speler van Atlético Junior            |                                           |                                           |                                           |                                           |                                           |
| 13                                        | 29 juni 1979                              | Colombia – Spanje                         | 1 – 1                                     | Oefeninterland                            |                                           |
| 14                                        | 18 juli 1979                              | Peru – Colombia                           | 0 – 1                                     | Oefeninterland                            |                                           |
| 15                                        | 25 juli 1979                              | Colombia – Peru                           | 1 – 2                                     | Oefeninterland                            |                                           |
| 16                                        | 1 augustus 1979                           | Venezuela – Colombia                      | 0 – 0                                     | Copa América                              |                                           |
| 17                                        | 15 augustus 1979                          | Colombia – Chili                          | 1 – 0                                     | Copa América                              | 35'                                       |
| 18                                        | 22 augustus 1979                          | Colombia – Venezuela                      | 4 – 0                                     | Copa América                              |                                           |
| 19                                        | 5 september 1979                          | Chili – Colombia                          | 2 – 0                                     | Copa América                              |                                           |
| Als speler van Millonarios                |                                           |                                           |                                           |                                           |                                           |
| 20                                        | 14 juli 1983                              | Colombia – Chili                          | 2 – 2                                     | Oefeninterland                            |                                           |
| 21                                        | 26 juli 1983                              | Ecuador – Colombia                        | 0 – 0                                     | Oefeninterland                            |                                           |
| 22                                        | 29 juli 1983                              | Colombia – Ecuador                        | 0 – 0                                     | Oefeninterland                            |                                           |
| 23                                        | 14 augustus 1983                          | Bolivia – Colombia                        | 0 – 1                                     | Copa América                              |                                           |
| 24                                        | 17 augustus 1983                          | Peru – Colombia                           | 1 – 0                                     | Copa América                              |                                           |
| 25                                        | 28 augustus 1983                          | Colombia – Peru                           | 2 – 2                                     | Copa América                              |                                           |
| 26                                        | 31 augustus 1983                          | Colombia – Bolivia                        | 2 – 2                                     | Copa América                              |                                           |

## Erelijst
Independiente Santa Fe
- Copa Mustang

1971, 1975
 Independiente Medellín
- Copa Colombia

1981